# Erik Tul
Erik Tul (ur. 1 sierpnia 1975 w Izoli) – słoweński wioślarz, olimpijczyk z Atlanty (1996).
W 1996 roku wystąpił na igrzyskach olimpijskich w Atlancie, podczas których wziął udział w jednej konkurencji – rywalizacji dwójek podwójnych. Jego partnerem był Luka Špik. Tul i Špik w pierwszej rundzie eliminacyjnej zajęli czwarte miejsce z czasem 7:02,48. W repasażach o półfinał zajęli czwarte miejsce w pierwszym wyścigu i trzecie w drugim, wobec czego nie awansowali do półfinałów. Wystąpili w finale C, w którym zajęli drugie miejsce (za osadą z Polski) z czasem 6:43,55. W łącznej klasyfikacji uplasowali się na 14. miejscu w gronie 19 ekip.